# Yeon-ae-ui balgyeon
Yeonaeui balgyeon (연애의 발견?), noto anche con il titolo internazionale Discovery of Love, è un drama coreano trasmesso su KBS2 dal 18 agosto al 7 ottobre 2014.

## Trama
Yeo-reum è fidanzata con Ha-jin da quasi quattro anni, e tutto sembra andare per il verso giusto; all'improvviso, si ripresenta tuttavia dalla giovane anche Tae-ha, il suo ex-fidanzato, del quale era comunque sempre rimasta innamorata. Ben presto, Yeo-reum si accorge che deve fare chiarezza riguardo ai propri sentimenti. 